# Cyrkuł słomnicki
Cyrkuł słomnicki (niem. Slomniker Kreis) – jednostka administracyjna Cesarstwa Austrii w latach 1802–1803, należąca do kraju koronego Nowa Galicja. Powstała na części obszaru zagarniętego przez Austrię wskutek III rozbioru Polski wraz z przyłączonymi do nich ziem z Prus. Siedzibą cyrkułu były Słomniki.

## Historia
Cyrkuł słomnicki powstał w 1802 ziem przyłączonych od Prus (okręg olkuski i fragment ziemi żarnowieckiej) oraz z fragmentu austriackiego cyrkułu stopnickiego (Działoszyce). Był jednym z 12 cyrkułów Nowej Galicji, podporządkowanych Gubernium Krajowemu dla Galicji Zachodniej w Krakowie. 
- Miasta (1803): Brzesko (Nowe), Działoszyce, Jędrzejów, Koszyce, Olkusz, Proszowice, Skała, Słomniki, Szczekociny, Wolbrom, Żarnowiec;
- Miasteczka (1803): Książ, Miechów, Sieciechowice, Wawrzeńczyce, Wodzisław[3][4].

Na podstawie dekretu cesarza Franciszka II z 13 maja 1803, z dniem 1 listopada 1803 Nowa Galicja została podporządkowana  Gubernium Galicji we Lwowie. Wtedy też dokonano zmniejszenia liczby cyrkułów o połowę łącząc ze sobą sąsiednie cyrkuły. Każdy cyrkuł był podzielony na trzy okręgi. Zniesiony cyrkuł słomnicki wszedł wtedy (wraz ze zniesionym dotychczasowym cyrkułem krakowskim) w skład nowego cyrkułu krakowskiego, który podzielono na okręgi Kraków, Olkusz i Żarnowiec.